# 1912 v botanice
Tento článek uvádí nejvýznamnější události roku 1912 v botanice.

## Popsané druhy
- Mammillaria napina J.A.Purpus 1912 – kaktus z čeledi kaktusovité (Cactaceae)